# Martin Donovan
Martin Donovan, pseudonimo di Martin Paul Smith (Los Angeles, 19 agosto 1957), è un attore statunitense.

## Vita privata
Ha tre fratelli, ed è sposato dal 1984 con l'attrice Vivian Lanko ed ha due figli.

## Filmografia parziale

### Cinema
- Scelte difficili (Hard Choices), regia di Rick King (1985)
- Trust - Fidati (Trust), regia di Hal Hartley (1990)
- Uomini semplici (Simple Men), regia di Hal Hartley (1992)
- Malcolm X, regia di Spike Lee (1992)
- Nadja, regia di Michael Almereyda (1994)
- Amateur, regia di Hal Hartley (1994)
- Flirt (New York-Berlino-Tokyo) (Flirt), regia di Hal Hartley (1995)
- Una casa per Oliver (Hollow Reed), regia di Angela Pope (1996)
- Ritratto di signora (The Portrait of a Lady), regia di Jane Campion (1996)
- The Opposite of Sex - L'esatto contrario del sesso (The Opposite of Sex), regia di Don Roos (1998)
- Heaven - Il dono della premonizione (Heaven), regia di Scott Reynolds (1998)
- Kiss (Living Out Loud), regia di Richard LaGravenese (1998)
- Onegin, regia di Martha Fiennes (1999)
- Un sogno impossibile (Pipe Dream), regia di John Walsh (2002)
- Insomnia, regia di Christopher Nolan (2002)
- Il delitto Fitzgerald (The United States of Leland), regia di Matthew Ryan Hoge (2003)
- Agente Cody Banks (Agent Cody Banks), regia di Harald Zwart (2003)
- Saved!, regia di Brian Dannelly (2004)
- The Quiet - Segreti svelati (The Quiet), regia di Jamie Babbit (2005)
- The Sentinel - Il traditore al tuo fianco (The Sentinel), regia di Clark Johnson (2006)
- Wind Chill - Ghiaccio rosso sangue (Wind Chill), regia di Gregory Jacobs (2007)
- The Alphabet Killer, regia di Rob Schmidt (2008)
- Il messaggero - The Haunting in Connecticut, regia di Peter Cornwel (2009)
- Unthinkable, regia di Gregor Jordan (2010)
- Silent Hill: Revelation 3D, regia di Michael J. Bassett (2012)
- Il fondamentalista riluttante (The Reluctant Fundamentalist), regia di Mira Nair (2012)
- Nurse - L'infermiera (Nurse 3D), regia di Douglas Aarniokoski (2013)
- Sabotage, regia di David Ayer (2014)
- Ant-Man, regia di Peyton Reed (2015)
- Rememory, regia di Mark Palansky (2017)
- Aftermath - La vendetta (Aftermath), regia di Elliott Lester (2017)
- Come to Daddy, regia di Ant Timpson (2019)
- Attraverso i miei occhi (The Art of Racing in the Rain), regia di Simon Curtis (2019)
- Tenet, regia di Christopher Nolan (2020)
- Il processo Percy (Percy), regia di Clark Johnson (2020)
- Confini e dipendenze (Crisis), regia di Nicholas Jarecki (2021)
- BlackBerry, regia di Matt Johnson (2023)
- The Apprentice - Alle origini di Trump (The Apprentice), regia di Ali Abbasi (2024)

### Televisione
- Scam - Una prova per Maggie (Scam), regia di John Flynn – film TV (1993)
- Wonderland – serie TV, 8 episodi (2000)
- Pasadena – serie TV, 13 episodi (2001-2002)
- CSI - Scena del crimine (CSI: Crime Scene Investigation) – serie TV, episodio 4x08 (2003)
- Law & Order - Unità vittime speciali (Law & Order: Special Victims Unit) – serie TV, 2 episodi (2003-2018)
- Dark Shadows, regia di P.J. Hogan – film TV (2004)
- Weeds – serie TV, 14 episodi (2005-2006)
- The Dead Zone – serie TV, 6 episodi (2005-2007)
- Ghost Whisperer - Presenze (Ghost Whisperer) – serie TV, 4 episodi (2007-2008)
- National Museum - Scuola di avventura (Unnatural History) – serie TV, 13 episodi (2010)
- Il socio (The Firm) – serie TV, 9 episodi (2012)
- Boss – serie TV, 14 episodi (2011-2012)
- Homeland - Caccia alla spia (Homeland) – serie TV, 3 episodi (2013)
- Rogue – serie TV, 11 episodi (2013-2015)
- Hannibal – serie TV, 1 episodio (2014)
- Motive - serie TV, episodio 2x02 (2014)
- Fahrenheit 451, regia di Ramin Bahrani – film TV (2018)
- L'estate in cui imparammo a volare (Firefly Lane) – serie TV, episodi 9x01-10x01 (2021)
- Archive 81 - Universi alternativi (Archive 81) – serie TV, 8 episodi (2022)
- Lioness – serie TV, 8 episodi (2023-2024)

## Doppiatori italiani
Nelle versioni in italiano delle opere in cui ha recitato, Martin Donovan è stato doppiato da:
- Massimo Rossi in Ritratto di signora, Onegin, Insomnia, Ghost Whisperer - Presenze, Il messaggero - The Haunting in Connecticut, Weeds, Silent Hill: Revelation 3D, Vizio di forma, Tenet, The Apprentice - Alle origini di Trump
- Saverio Indrio ne Il delitto Fitzgerald, Boss, Law & Order - Unità vittime speciali (ep. 19x11), Another Life
- Angelo Maggi in L'amore non muore mai, Law & Order - I due volti della giustizia , The Nurse
- Massimo Lodolo in Law & Order - Unità vittime speciali (ep. 5x05), Archive 81 - Universi alternativi, Lioness
- Antonio Palumbo ne Il fondamentalista riluttante, Sabotage
- Sergio Di Stefano in Saved!, Heaven - Il dono della premonizione
- Enrico Di Troia in Masters of Horror, Hannibal
- Mauro Gravina in Agente Cody Banks, Blackberry
- Riccardo Rossi in The Quiet - Segreti svelati, Wind Chill
- Loris Loddi in The Sentinel - Il traditore al tuo fianco
- Sandro Acerbo in Kiss, The Opposite of Sex
- Vittorio Guerrieri in Scam - Una prova per Maggie
- Fabio Boccanera in Sogno impossibile
- Emidio La Vella in Una casa per Oliver
- Raffaele Farina in RFK
- Giorgio Locuratolo in Homeland - Caccia alla spia
- Claudio Moneta in The Visitation - L'ultimo Messia
- Alessandro Budroni in The Alphabet Killer
- Alessandro D'Errico in National Museum
- Roberto Chevalier ne Il socio
- Saverio Moriones in Motive
- Ennio Coltorti in Ant-Man
- Antonello Noschese in Legends of Tomorrow-Man
- Fabrizio Pucci in Philip K. Dick's Electric Dreams
- Stefano Thermes in Big Little Lies - Piccole grandi bugie
- Massimo Milazzo in Aftermath - La vendetta
- Gianni Giuliano in Lethal Weapon
- Carlo Valli in Attraverso i miei occhi
- Massimo De Ambrosis ne Il processo Percy
- Antonio Sanna ne L'estate in cui imparammo a volare